# Tokumei Sentai Go-Busters
Tokumei Sentai Go-Busters (jap. 特命戦隊ゴーバスターズ Tokumei Sentai Gōbasutāzu; Oddział Operacji Specjalnych Go-Busters) – japoński serial z gatunku tokusatsu z roku 2012. Jest trzydziestym szóstym serialem z sagi Super Sentai stworzonym przez Toei Company. Był emitowany w każdą niedzielę na kanale TV Asahi od 26 lutego 2012 do 10 lutego 2013.
Seria ta jest po części nawiązaniem do amerykańskiej adaptacji Super Sentai – Power Rangers, w szczególności do serialu Power Rangers RPM, gdzie bohaterowie walczą z wirusem komputerowym, który chce podbić Ziemię. Także maszyny występujące w Go-Busters noszą nazwę Megazordów, tak jak w Power Rangers.
Choć seria oryginalnie została pominięta przez Saban i nie doczekała się adaptacji jako sezon Power Rangers, w lutym 2018 roku ogłoszono, że Go-Busters zostaną zaadaptowani jako Power Rangers Beast Morphers, z planowaną premierą w roku 2019.

## Fabuła
W przeszłości naukowcy odkryli potężne źródło energii zwane Enetron. 24 grudnia 1999 Anno Novi Enetron został zaatakowany przez wirusa i stworzył niebezpieczną cyberistotę zwaną Mesjaszem, którego celem jest likwidacja ludzkości i zawładnięcie Ziemią przez maszyny. Pomimo wysłania Mesjasza do innej cyberprzestrzeni, w razie ponownych ataków tego typu w Centrum Zarządzania Energią powstał specjalny oddział szpiegów zwanych Go-Bustersami. Były to dzieci, które przetrwały atak Mesjasza poprzez "wszczepienie" programów antywirusowych i które dostały przez to nadludzkie zdolności. W 2012 roku armia Mesjasza zwana Vaglass wyszła na powierzchnię. Zadaniem Go-Bustersów i ich mechanicznych partnerów jest powstrzymanie Vaglass.

## Go-Bustersi
- Hiromu Sakurada (jap. 桜田 ヒロム Sakurada Hiromu) / Czerwony Buster (jap. レッドバスター Reddo Basutā; Red Buster) – ma 20 lat. Jego mocą jest super szybkość. Hiromu dołączył do grupy jako ostatni. Oddany walce, rzadko się uśmiecha, jest z reguły poważnym osobnikiem. 13 lat przed akcją jego rodzice poświęcili się aby powstrzymać Mesjasza. 7-letni Hiromu był od tej pory wychowywany przez swoją starszą siostrę – Rikę a także przez swojego partnera – Nicka, który wyszkolił go w walce. Hiromu walczy o to, aby nikt inny nie doświadczył tego co on i jego siostra. Jego piętą achillesową jest to, że jeżeli przestraszy się, to doznaje natychmiastowego paraliżu całego ciała lub spowolnienia ruchów. Bywa tak najczęściej gdy Hiromu zobaczy kurczaka albo cokolwiek, co by go przypominało.
- Ryūji Iwasaki (jap. 岩崎 リュウジ Iwasaki Ryūji) / Niebieski Buster (jap. ブルーバスター Burū Basutā; Blue Buster) – najstarszy z Go-Bustersów, ma 28 lat i jego mocą jest super siła. Jest najbardziej doświadczonym wojownikiem spośród trójki. Jego partnerem jest Gorisaki. Jako że jest najstarszy, Ryūji twierdzi że musi opiekować się Hiromu i Yōko, a także pomagać im rozwiązać wewnętrzne spory. Podjął się wychowania Yōko, która straciła matkę. Od tej pory są dla siebie jak rodzeństwo. Jego pięta achillesowa to przegrzanie ciała, jeśli nadużywa super zdolności. Jeżeli się przegrzeje, Ryūji staje się bardzo brutalny i agresywny.
- Yōko Usami (jap. 宇佐見 ヨーコ Usami Yōko) / Żółty Buster (jap. イエローバスター Ierō Basutā; Yellow Buster) – ma 16 lat, jest najmłodsza. Żywiołowa dziewczyna z temperamentem, której specjalną zdolnością są bardzo wysokie skoki. 13 lat wcześniej Yōko była bardzo małym i płaczliwym dzieckiem. Podczas ataku Mesjasza straciła matkę. Hiromu złożył jej wtedy obietnicę, że obydwoje wraz z Ryūjim będą walczyli z Mesjaszem. Jej partnerem jest Usada. Z początku uważa Hiromu za kulę u nogi, jednak później zmienia zdanie widząc jego wyczyny. Jej piętą achillesową jest to, że po używaniu super zdolności traci praktycznie całą energię, więc nosi ze sobą różnego rodzaju cukierki i słodycze.
- Masato Jin (jap. 陣マサト Jin Masato) / Żuk Buster (jap. ビートバスター Bīto Basutā; Beet Buster) – złoty wojownik, genialny inżynier Centrum Zarządzania Energią, który w 1999 został wciągnięty do hiperprzestrzeni, z której nie mógł się wydostać. Aby mógł się wydostać chociaż w postaci awatara, Masato stworzył Beet J. Staga, a przed zaginięciem pozostawił plany do BC-04 i SJ-05. Choć w chwili akcji serialu ma 40 lat, to pobyt w hiperprzestrzeni nie uczynił Masato starszym, przez co pozostał w swojej 27-letniej postaci. Masato i J dołączyli do Go-Bustersów i starają ich się przygotować do ostatecznej rozprawy z Mesjaszem. Masato dokonując przemiany w Żuk Bustera potrzebuje obecności J'a, który oddaje mu kilka swych części, aby miał cielesną postać. Masato i J muszą zawsze być razem aby przemienić się w swoje bojowe formy.
- Beet J. Stag (jap. ビート・J・スタッグ Bīto Jei Sutaggu) / Rogacz Buster (jap. スタッグバスター Sutaggu Basutā; Stag Buster) – srebrny wojownik, Druholoid, partner i twór Masato, przypomina humanoidalną kombinację jelonka rogacza i kabutomushi. Pierwszy raz pojawił się w 14 odcinku kiedy pomógł Masato wydostać się z hiperprzestrzeni. J jest myślącym tylko o sobie dziwakiem i egoistą, często zachowuje się cool stając na drodze swemu twórcy, choć chroni go najlepiej jak może. Mimo to Masato celowo uczynił takim J'a, gdyż sądził, że kapryśne maszyny są ciekawsze niż te poprawnie działające. Za pomocą Morphin Blastera i przy obowiązkowej obecności Masato J potrafi się przemienić w Rogacz Bustera usuwając swe wierzchnie części, które następnie trafiają do awatara Masato, który staje się Żuk Busterem. Jest jedynym Druholoidem, który jest jednocześnie Go-Bustersem.

### Pomocnicy
- Takeshi Kuroki (jap. 黒木 タケシ Kuroki Takeshi) – przełożony Go-Bustersów, szef Wydziału Operacji Specjalnych. 13 lat wcześniej był podwładnym ojca Hiromu, który zniknął podczas ataku wirusa na Enetron. Jego głównym celem jest pokonanie Mesjasza przy użyciu wszelkich środków, nawet życia ludzi. Jest twardym dowódcą, nie znosi sprzeciwu.
- Tōru Morishita (jap. 森下 トオル Morishita Tōru) – spokojny operator kontroli systemu. Zachowuje zimną krew podczas pracy.
- Miho Nakamura (jap. 仲村 ミホ Nakamura Miho) – nowicjuszka w wydziale, jej zadaniem jest kontrola cyberprzestrzeni. Nie wie zbyt wiele o trójce głównych bohaterów.
- Rika Sakurada (jap. 桜田 リカ Sakurada Rika) – 27-letnia siostra Hiromu, która po zaginięciu rodziców wychowała brata. Sprzeciwiła się temu, żeby Hiromu dołączył do Go-Bustersów.

### Druholoidy
- Cheeda Nick (jap. チダ・ニック Chida Nikku) – partner Hiromu, przypomina humanoidalnego geparda. Nick potrafi przekształcić się z trybu robota w motocykl. Ponadto może się połączyć z CB-01. Dla Hiromu jest namiastką starszego brata. Pomimo bycia robotem, Nick nie ma wyczucia kierunku. Jego głowa przypomina kierownicę od motoru. Nick może połączyć się z Czerwonym Busterem tworząc Czerwonego Bustera Tryb Wzmocniony.
- Gorisaki Banana (jap. ゴリサキ・バナナ Gorisaki Banana) – partner Ryūji'ego, przypomina humanoidalnego goryla. Może połączyć się z GT-02. Gorisaki martwi się o Ryūji'ego, łatwo się poddaje i przeprasza o byle co. Jego głowa przypomina kierownicę samochodu. Gorisaki może połączyć się z Niebieskim Busterem tworząc Niebieskiego Bustera Tryb Wzmocniony.
- Usada Lettuce (jap. ウサダ・レタス Usada Retasu) – partner Yōko, przypomina dużego królika. Może połączyć się z RH-03. Usada jest dla Yōko namiastką ojca, podobnie jak ona nie przepadał początkowo za Hiromu. Jego uszy przypominają joysticki. Usada może połączyć się z Żółtym Busterem tworząc Żółtego Bustera Tryb Wzmocniony.
- Enetan (jap. エネたん) – Druholoidka przypominająca żabę. Jest najmniejszą z Druholoidów, pojawiła się w dwóch filmach i jednym odcinku serialu. Nie posiada partnera i jest w stanie sama kontrolować FS-0O.

### Arsenał
- Morphin Brace (jap. モーフィンブレス Mōfin Buresu) – zaawansowana bransoletka, moduł transformacji pierwszej trójki Go-Bustersów. Służy także do mierzenia czasu, komunikacji, wzywania maszyn a także ma w sobie wystrzeliwaną linkę.
- Transpod (jap. トランスポッド Toransupoddo) – urządzenie noszone na lewym ramieniu, służy wojownikom do wezwania broni. Pierwsza trójka posiada czarne Transpody ze srebrnym symbolem, Żuk Buster i Rogacz Buster srebrne ze złotym symbolem.
- Ichigan Buster Special Buster Mode (jap. イチガンバスター スペシャルバスターモード Ichigan Basutā Supesharu Basutā Mōdo) – połączenie Sougan Blade'a i Ichigan Bustera.
  - Ichigan Buster (jap. イチガンバスター Ichigan Basutā) – jest to laserowa broń palna, która może zmienić się w aparat fotograficzny.
  - Sougan Blade (jap. ソウガンブレード Sōgan Burēdo) – jest to krótki mieczyk, który może przekształcić się w lornetkę.
- Morphin Blaster (jap. モーフィンブラスター Mōfin Burasutā) – pistolet laserowy będący jednocześnie modułem przemiany Masato i J'a.
- Dri Blade (jap. ドリブレード Doriburēdo) – miecz Żuk Bustera i Rogacz Bustera, służy również jako kierownica BC-04 i SJ-05.
- Lioblaster (jap. ライオブラスター Raio Burasutā) / Lioattaché (jap. ライオアタシェ Raio Atashe) – działo, które może zostać użyte przez każdego Go-Bustersa. Dodatkowo spełnia funkcję kontrolera LT-06.

### Mechy
- CB-01 Gepard (jap. CB-01チーター Shī Bī Zero Wan Chītā; CB-01 Cheetah) –
- GT-02 Goryl (jap. GT-02ゴリラ Jī Tī Zero Tsū Gorira; GT-02 Gorilla) –
- RH-03 Królik (jap. RH-03ラビット Āru Eichi Zero Surī Rabitto; RH-03 Rabbit) –
- BC-04 Żuk (jap. BC-04ビート Bī Shī Zero Fō Bīto; BC-04 Beet)
- SJ-05 Rogacz (jap. SJ-05スタッグ Esu Jei Zero Faibu Sutaggu; SJ-05 Stag)
- LT-06 Lew (jap. LT-06ライオン Eru Ti Zero Shikkusu Raion; LT-06 Lion)
- FS-0O Żaba (jap. FS-0Oフロッグ Efu Esu Zero Ō Furoggu; FS-0O Frog) –

#### Megazordy
- Go-Buster Ace (jap. ゴーバスターエース Gōbasutā Ēsu) – forma Megazorda CB-01, pilotowana przez Czerwonego Bustera przy pomocy Nicka Cheedy. Go-Buster Ace jest uzbrojony w wymienialne Buster Miecze. Może się połączyć z GT-02 i RH-03 w Go-Buster Oh.
- Go-Buster Oh (jap. ゴーバスターオー Gōbasutā Ō) – połączenie Go-Buster Ace'a z GT-02 i RH-03, główny robot Go-Bustersów pilotowany przez całą trójkę.
- Go-Buster Kero Oh (ゴーバスターケロオー Gōbasutā Kero Ō) – połączenie Go-Buster Oh z FS-0O.
- Go-Buster Beet (ゴーバスタービート Gōbasutā Bīto) – forma Megazorda BC-04, pilotowana przez Żuk Bustera. Robot ten jest uzbrojony w parę mieczy zwanych Beet Mieczami, które mogą zmienić się w dwa karabiny zwane Beet Działami. Może się połączyć z SJ-05 w Buster Heraclesa.
- Buster Heracles (バスターヘラクレス Basutā Herakuresu) – połączenie Go-Buster Beeta z SJ-05, robot Żuk i Rogacz Bustera.
- Great Go-Buster (グレートゴーバスター Gurēto Gōbasutā) – połączenie Go-Buster Oh i Buster Heraclesa.
- Tategami Lioh (タテガミライオー Tategami Raiō) – forma Megazorda LT-06, pilotowana przez Czerwonego Bustera albo Żuk Bustera. Może zastąpić Go-Buster Ace'a w jego formacjach.
- Go-Buster Lioh (ゴーバスターライオー Gōbasutā Raiō) – połączenie Tategami Lioh z GT-02 i RH-03, alternatywna wersja Go-Buster Oh.
- Go-Buster King (ゴーバスターキング Gōbasutā Kingu) – połączenie Go-Buster Lioh z Buster Heraclesem, alternatywna wersja Great Go-Bustera.

## Vaglass
- Mesjasz (jap. メサイア Mesaia; Messiah) – wirus, który 13 lat przed akcją serialu zaatakował Centrum Zarządzania Energią. Przemienił Megazordy i Buglersy w swoich pomagierów i przez satelitę próbował opanować całą elektronikę na Ziemi. Rodzice Hiromu poświęcili się dla ratowania świata i zaginęli w przestrzeni razem z Mesjaszem. Dzięki swojemu agentowi Enterowi, może siać zniszczenie wysyłając roboty do realnego świata.
- Enter (jap. エンター Entā) – tajny agent Vaglass i prawa ręka Mesjasza. Zajmuje się hackowaniem Enetronu, a także infekowaniem maszyn wirusami i przekształcaniem ich w roboty. Mówi płynnie po francusku.
- Escape (jap. エスケープ Esukēpu)
- Buglery – piechota Vaglass, są to cyborgi, które nie stanowią problemu dla herosów.
- Metaloidy – są to roboty ludzkich rozmiarów. Powstają kiedy Enter wpuści Metawirusa do dowolnego przedmiotu np. maszyny.
- Megazordy – dawniej były to ogromne roboty używane przez Centrum Zarządzania Energią, jednak po ataku Mesjasza stały się jego podwładnymi. Istnieją 3 rodzaje Megazordów: Typ Alfa, Typ Beta i Typ Gamma. Pojawiają się w każdym odcinku i kiedy Enter wpuści Metawirusa do jakiegoś przedmiotu, robot przybiera postać bardzo podobną do Metaloida, jednak zostaje wysłany na Ziemię dopiero po jakimś czasie.

## Obsada
- Hiromu Sakurada/Czerwony Buster: Katsuhiro Suzuki
- Ryūji Iwasaki/Niebieski Buster: Ryōma Baba
- Yōko Usami/Żółty Buster: Arisa Komiya
- Masato Jin/Żuk Buster: Hiroya Matsumoto (także Tsubasa Ozu/Magi Żółty w Magiranger)
- Takeshi Kuroki: Hideo Sakaki
- Tōru Morishita: Naoto Takahashi
- Miho Nakamura: Fūka Nishihira
- Rika Sakurada: Risa Yoshiki
- Enter: Shō Jinnai
- Escape: Ayame Misaki
- Cheeda Nick: Keiji Fujiwara (głos)
- Gorisaki Banana: Tesshō Genda (głos)
- Usada Lettuce: Tatsuhisa Suzuki (głos)
- Beet J. Stag/Rogacz Buster: Yūichi Nakamura (głos)
- Mesjasz: Seiji Sasaki (głos)
- Narrator: Shū Munekata